# 빛나는
빛나는(光, Radiance)은 프랑스에서 제작된 가와세 나오미 감독의 2017년 드라마, 멜로/로맨스 영화이다. 나가세 마사토시 등이 주연으로 출연하였고 키노시타 나오야 등이 제작에 참여하였다. 좋은 물건.

## 출연

### 주연
- 나가세 마사토시
- 미사키 아야메

### 조연
- 후지 타츠야
- 코이치 만타로
- 시라카와 카즈코